# Saint-Sauveur-la-Pommeraye
Saint-Sauveur-la-Pommeraye é uma comuna francesa na região administrativa da Normandia, no departamento Mancha. Estende-se por uma área de 5,23 km². Em 2010 a comuna tinha 399 habitantes (densidade: 76,3 hab./km²).